# Швентої (річка)
Швенто́ї (лит. Šventoji — тобто Свята, Священна) — річка в Литві, найбільша притока річки Няріс. Бере початок з озера Саманіс в регіональному парку Гражуте і впадає у Вілію близько Йонави. Головним притоком Швентої є Ширвінта. Швентої протікає через міста Анікщяй, Каварскас і Укмерге.
Є найдовшою річкою, що повністю протікає територією Литви.
У 1963—1964 рр. поблизу Каварскаса була побудована гребля, призначена для наповнення річки Невежис за допомогою води зі Швентої. Наразі гребля не використовується у зв'язку з її високою вартістю, неефективністю і порушенням екологічних норм Європейського Союзу.  У 1959 році на річці було створено Анталієптинське водосховище — другу за розміром штучну водойму Литви.

## Гідрологія
Швидкість течії річки становить 0,2-0,5 м/с. Коливання рівня води протягом року становлять від 1,3 м у верхніх частинах до 5,3 м в районі Йонави. У розподілі річного водостоку, 45% припадає на весняний період, 15% на літо, по 20% на осінь і зиму.
| Стік у різних точках |           |           |           |           |
| Пункт                | Анталєпте | Анікщяй   | Укмерге   | Йонава    |
| Середня              | 4,29 м³/с | 25,8 м³/с | 39,3 м³/с | 56,1 м³/с |
| Максимум             | 38,6 м³/с | 423 м³/с  | 594 м³/с  | 794 м³/с  |
| Мінімум              | 0,17 м³/с | 2,1 м³/с  | 3,9 м³/с  | 7,63 м³/с |

## Галерея

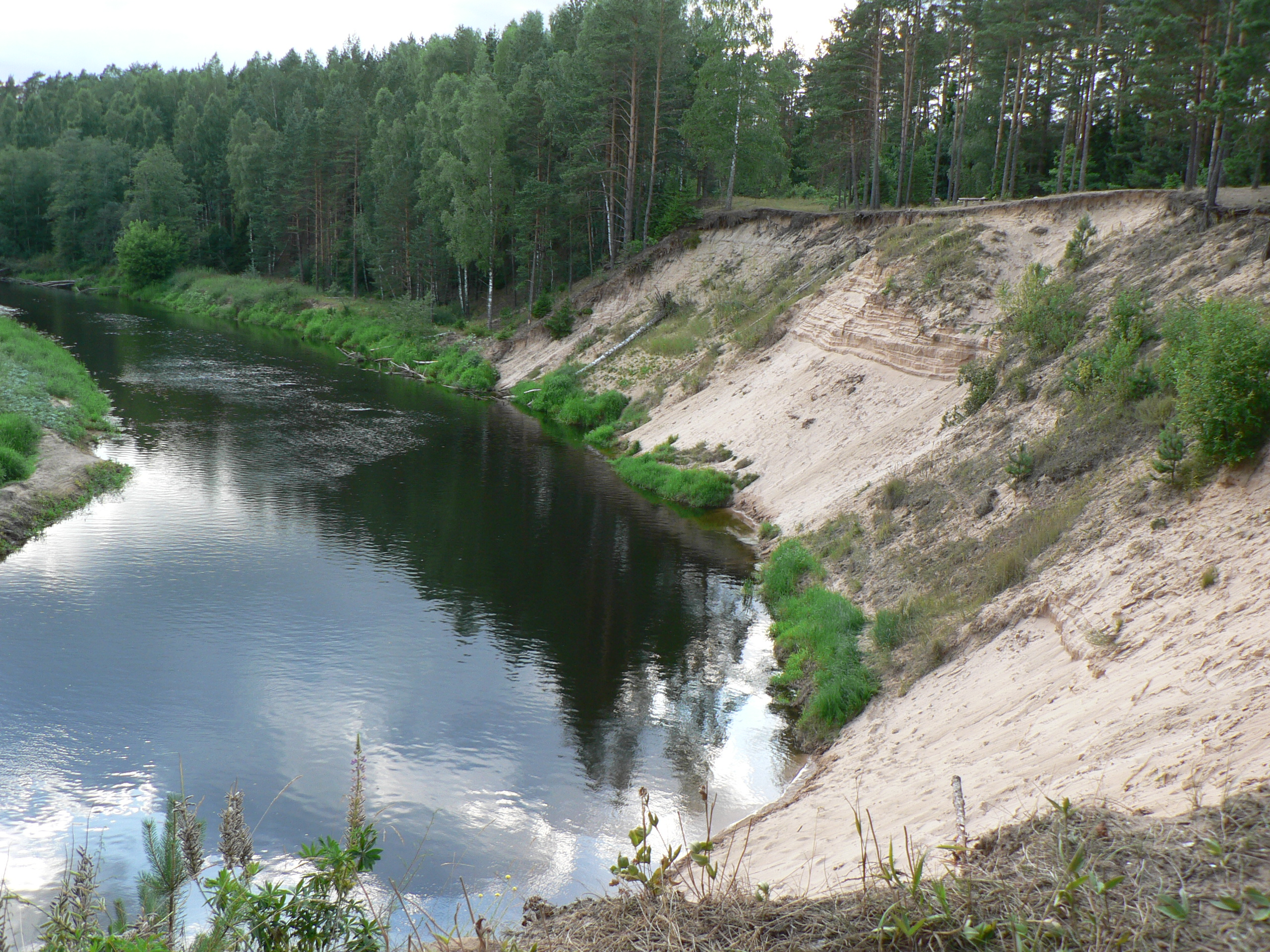
Біля села в Анікщяйському районі
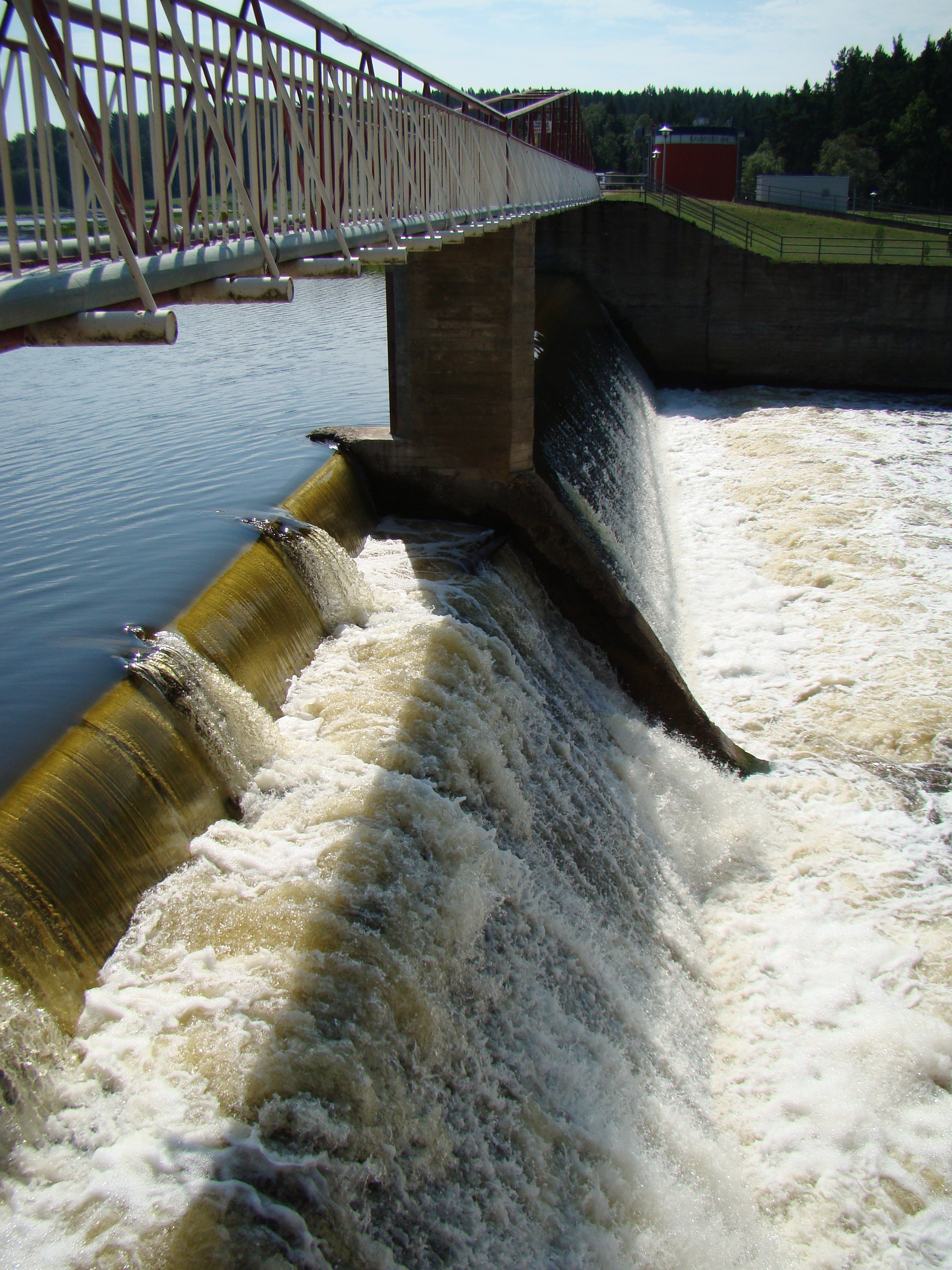
В районі Каварскаса
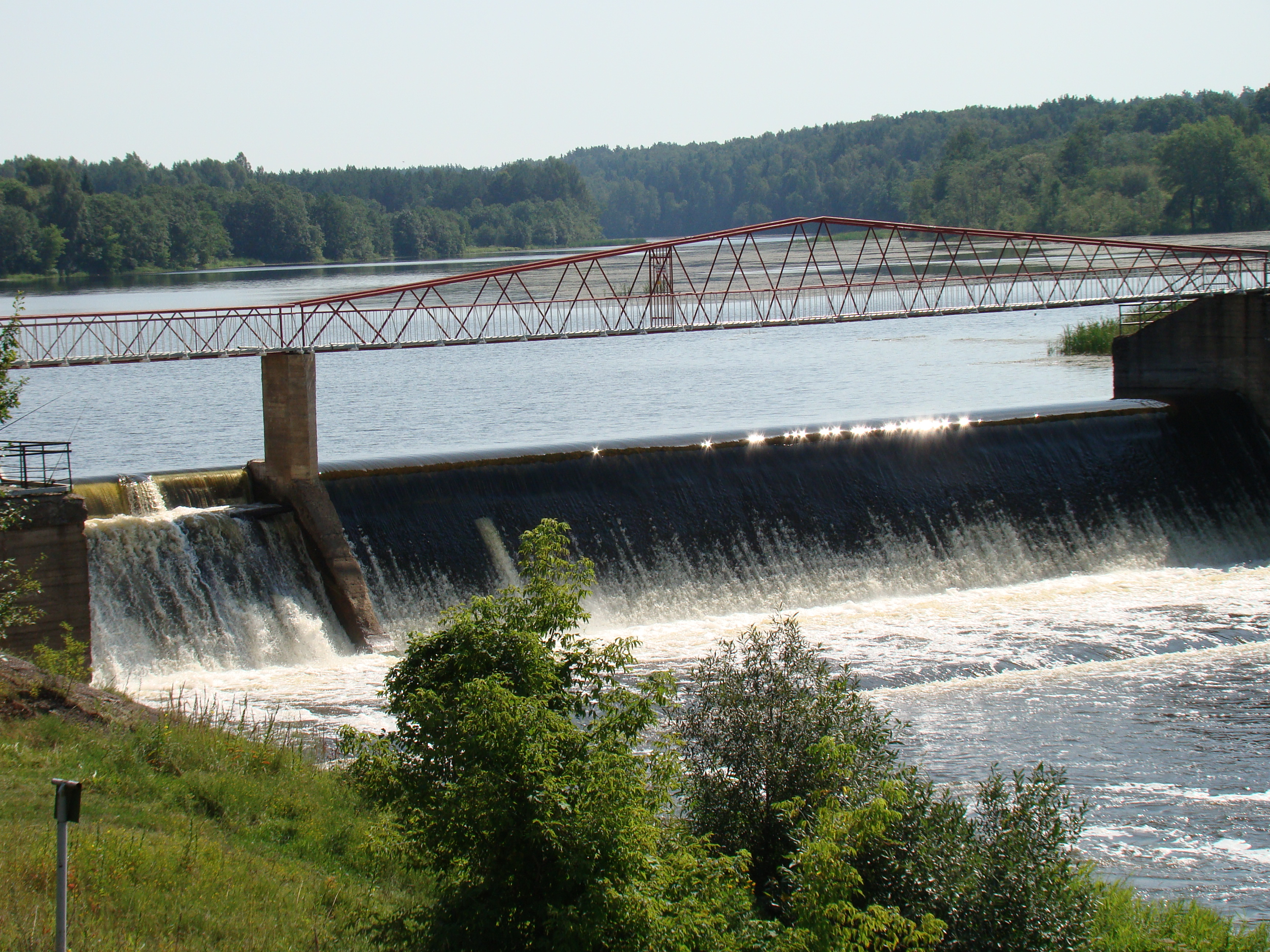
Та сама гребля
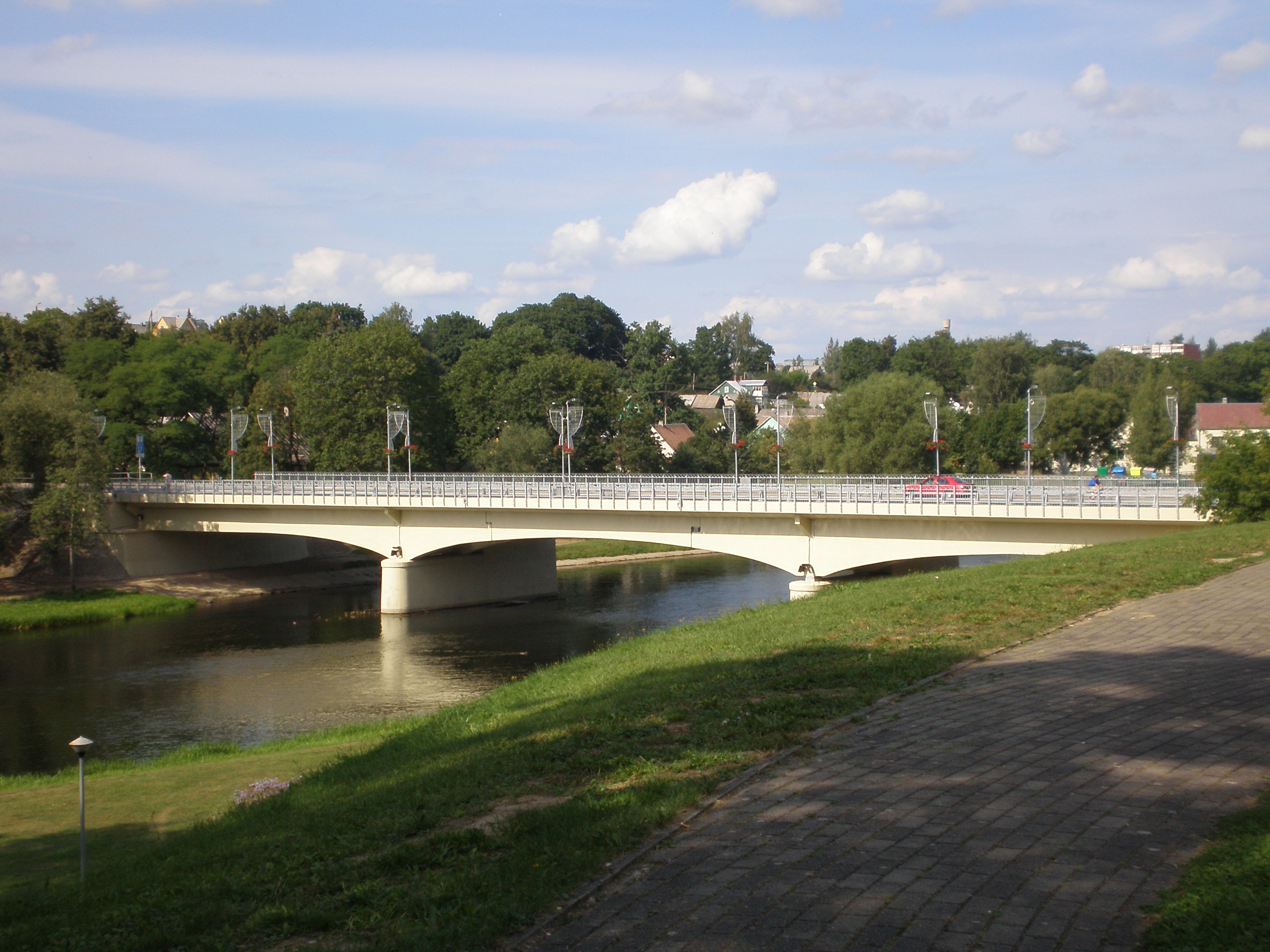
Міст в Анікщяї